# Aaron Brooks
Aaron Jamal Brooks (Seattle, 15 gennaio 1985) è un allenatore di pallacanestro ed ex cestista statunitense, di ruolo playmaker, professionista nella NBA.

## Carriera

### NBA (2007-2011)

#### Houston Rockets (2007-2011)
Il 29 luglio 2007 viene selezionato al Draft alla 26ª scelta dagli Houston Rockets.

#### Phoenix Suns (2011)
Dopo quattro anni a Houston, nel febbraio 2011 passa ai Phoenix Suns in cambio di Goran Dragić e una futura prima scelta al Draft.

### Esperienza in Cina (2011-2012)
Durante il lockout NBA firma un contratto annuale per giocare in Cina con i Guangdong Tigers.

### Ritorno in NBA (2012-2018)

#### Sacramento Kings (2012-2013)
Il 16 luglio 2012 torna nella NBA firmando un biennale con i Sacramento Kings. Tuttavia venne tagliato il 1º marzo 2013 nonostante il suo contratto scadesse nel 2014.

#### Houston Rockets (2013-2014)
Dopo 4 giorni da free agent, fece ritorno agli Houston Rockets in data 5 marzo. A stagione conclusa, venne tagliato in data 30 giugno 2013; inaspettatamente, però, il 19 luglio trovò un nuovo contratto con la franchigia texana, firmando per un anno al minimo salariale.

#### Denver Nuggets (2014)
Il 21 febbraio 2014 viene ceduto dagli Houston Rockets ai Denver Nuggets in cambio di Jordan Hamilton.
Con la franchigia del Colorado Brooks giocò fino alla fine della stagione giocando 29 partite, di cui 12 da titolare (nella seconda esperienza a Houston non era mai partito nel quintetto base, quindi dai tempi di Sacramento non giocava titolare), per poi rimanere free agent alla fine dell'anno.

#### Chicago Bulls (2014-2016)
Il 23 luglio 2014 firmò un contratto annuale che lo lega ai Chicago Bulls, dove va a giocare come riserva di Derrick Rose.
Il primo anno durante la Regular Season giocò tutte le 82 partite, di cui 21 da titolare vista l'assenza di Derrick Rose.
Nei play-off disputa tutte le 12 partite dalla panchina come riserva di D-Rose. Durante la post-season i Bulls eliminarono al primo turno per 4-2 i Milwaukee Bucks, ma al secondo turno (ovvero le semifinali di Conference) vennero eliminati per 4-2 (medesimo risultato della serie contro Milwaukee) dai Cleveland Cavaliers di LeBron James in una serie comunque molto combattuta.
Viste le prestazioni convincenti (da segnalare una media di 11.6 punti a partita e un 38,7°/° da 3 punti) il 15 luglio 2015 Brooks rinnova il suo contratto per un altro anno con i Bulls.
Tuttavia in estate la squadra cambia allenatore: il coach Tom Thibodeau viene sostituito dal rookie Fred Hoiberg proveniente dall'Università dell'Iowa.
La stagione parte con molte aspettative buone, ma a fine anno i Chicago Bulls, complici anche i tanti infortuni accorsi ai titolari e una situazione non facile nello spogliatoio non si qualificano ai play-off concludendo la stagione regolare al nono posto nella Eastern Conference con un record di 42 vittorie e 40 sconfitte.
A fine anno i Bulls praticamente rifecero la squadra: Derrick Rose venne ceduto ai New York Knicks (in una trade che oltre che D-Rose vide anche Justin Holiday andare nella Grande Mela, mentre Robin Lopez, Jerian Grant e José Calderón si trasferirono nella Windy City) insieme a Joakim Noah (a differenza di Rose lui venne firmato da free agent dai Knicks), e Pau Gasol non venne rifirmato per puntare sul più giovane Cristiano Felicio. Tuttavia con gli acquisti delle stelle Rajon Rondo e Dwyane Wade i Bulls per questioni salariali non rifirmano Brooks che rimase free agent.

#### Indiana Pacers (2016-2017)
Dopo due stagioni ai Chicago Bulls, Il 22 luglio 2016 firmò con gli Indiana Pacers. A Indianapolis Brooks fu la riserva di Jeff Teague. Giocò 65 partite in regular season, mentre solo 1 nei playoffs, in cui i Pacers vennero eliminati al primo turno per 4-0 dai Cleveland Cavaliers futuri finalisti.

#### Minnesota Timberwolves (2017-2018)
Il 22 settembre 2017 firmò da free agent con i Minnesota Timberwolves, squadra dove fu nuovamente la riserva di Jeff Teague (trasferitosi anch'egli durante la free agency a Minneapolis) e ritrovò Tom Thibodeau, suo coach nella stagione 2014-2015 ai Chicago Bulls, oltre che Jimmy Butler e Taj Gibson che furono suoi compagni di squadra in quel di Chicago.

## Caratteristiche tecniche
Playmaker non privo di istinti da guardia, oltre a saper far giocare i compagni è un buon tiratore e ha la capacità di fare parecchi punti, come ha dimostrato nella stagione 2009-10: con i suoi 19,6 punti di media a partita vince il premio di Most Improved Player dell'anno.

## Statistiche

### College
| Anno      | Squadra      | PG  | PT  | MP   | TC%  | 3P%  | TL%  | RP  | AP  | PRP | SP  | PP   |
| --------- | ------------ | --- | --- | ---- | ---- | ---- | ---- | --- | --- | --- | --- | ---- |
| 2003-2004 | Oregon Ducks | 21  | 18  | 25,8 | 37,1 | 36,8 | 78,8 | 2,4 | 2,7 | 0,8 | 0,0 | 7,0  |
| 2004-2005 | Oregon Ducks | 27  | 26  | 33,1 | 42,9 | 37,1 | 85,5 | 3,3 | 4,6 | 1,0 | 0,1 | 14,7 |
| 2005-2006 | Oregon Ducks | 32  | 31  | 32,4 | 40,6 | 33,6 | 80,7 | 3,4 | 4,4 | 1,1 | 0,2 | 10,8 |
| 2006-2007 | Oregon Ducks | 35  | 35  | 36,8 | 46,0 | 40,4 | 84,6 | 4,3 | 4,3 | 1,4 | 0,2 | 17,7 |
| Carriera  | Carriera     | 115 | 110 | 32,7 | 43,0 | 37,4 | 83,4 | 3,5 | 4,1 | 1,1 | 0,1 | 13,1 |

### NBA

#### Regular Season
| Anno      | Squadra            | PG  | PT  | MP   | TC%  | 3P%  | TL%  | RP  | AP  | PRP | SP  | PP   |
| --------- | ------------------ | --- | --- | ---- | ---- | ---- | ---- | --- | --- | --- | --- | ---- |
| 2007-2008 | Houston Rockets    | 51  | 0   | 11,9 | 41,3 | 33,0 | 85,7 | 1,1 | 1,7 | 0,3 | 0,1 | 5,2  |
| 2008-2009 | Houston Rockets    | 80  | 35  | 25,0 | 40,4 | 36,6 | 86,6 | 2,0 | 3,0 | 0,6 | 0,1 | 11,2 |
| 2009-2010 | Houston Rockets    | 82  | 82  | 35,6 | 43,2 | 39,8 | 82,2 | 2,6 | 5,3 | 0,8 | 0,2 | 19,6 |
| 2010-2011 | Houston Rockets    | 34  | 7   | 23,9 | 34,6 | 28,4 | 94,0 | 1,5 | 3,8 | 0,6 | 0,1 | 11,6 |
| 2010-2011 | Phoenix Suns       | 25  | 5   | 18,9 | 43,0 | 32,8 | 80,7 | 1,1 | 4,2 | 0,5 | 0,0 | 9,6  |
| 2012-2013 | Sacramento Kings   | 46  | 20  | 20,8 | 45,9 | 37,8 | 76,9 | 1,7 | 2,3 | 0,6 | 0,2 | 8,0  |
| 2012-2013 | Houston Rockets    | 7   | 0   | 5,4  | 30,8 | 28,6 | 0,0  | 0,3 | 0,9 | 0,1 | 0,4 | 1,4  |
| 2013-2014 | Houston Rockets    | 43  | 0   | 16,7 | 39,5 | 40,9 | 84,1 | 1,4 | 1,9 | 0,6 | 0,1 | 7,0  |
| 2013-2014 | Denver Nuggets     | 29  | 12  | 29,0 | 40,6 | 36,2 | 90,2 | 2,7 | 5,2 | 0,9 | 0,2 | 11,9 |
| 2014-2015 | Chicago Bulls      | 82  | 21  | 23,0 | 42,1 | 38,7 | 83,3 | 2,0 | 3,2 | 0,7 | 0,2 | 11,6 |
| 2015-2016 | Chicago Bulls      | 69  | 0   | 16,1 | 40,1 | 35,7 | 76,6 | 1,5 | 2,6 | 0,4 | 0,1 | 7,1  |
| 2016-2017 | Indiana Pacers     | 65  | 0   | 13,8 | 40,3 | 37,5 | 80,0 | 1,1 | 1,9 | 0,4 | 0,1 | 5,0  |
| 2017-2018 | Minnesota T'wolves | 32  | 1   | 5,9  | 40,6 | 35,5 | 72,7 | 0,5 | 0,6 | 0,2 | 0,0 | 2,3  |
| Carriera  | Carriera           | 645 | 183 | 20,8 | 41,3 | 37,0 | 83,7 | 1,7 | 3,0 | 0,6 | 0,1 | 9,7  |

#### Play-off
| Anno     | Squadra            | PG | PT | MP   | TC%  | 3P%  | TL%  | RP  | AP  | PRP | SP  | PP   |
| -------- | ------------------ | -- | -- | ---- | ---- | ---- | ---- | --- | --- | --- | --- | ---- |
| 2008     | Houston Rockets    | 6  | 0  | 8,3  | 32,0 | 0,0  | 81,8 | 1,0 | 0,5 | 0,0 | 0,0 | 4,2  |
| 2009     | Houston Rockets    | 13 | 13 | 34,2 | 45,3 | 42,2 | 80,4 | 2,6 | 3,4 | 0,4 | 0,2 | 16,8 |
| 2013     | Houston Rockets    | 6  | 0  | 11,2 | 38,2 | 11,1 | 60,0 | 1,5 | 1,8 | 0,2 | 0,2 | 5,0  |
| 2015     | Chicago Bulls      | 12 | 0  | 11,0 | 34,4 | 30,8 | 57,1 | 1,5 | 0,9 | 0,3 | 0,1 | 4,5  |
| 2017     | Indiana Pacers     | 1  | 0  | 7,0  | 66,7 | 50,0 | -    | 1,0 | 1,0 | 0,0 | 0,0 | 5,0  |
| 2018     | Minnesota T'wolves | 2  | 0  | 1,5  | 66,7 | 0,0  | 0,0  | 0,0 | 0,0 | 0,0 | 0,0 | 2,0  |
| Carriera | Carriera           | 40 | 13 | 17,6 | 41,3 | 33,3 | 74,6 | 1,7 | 1,8 | 0,2 | 0,1 | 8,4  |

## Palmarès
- McDonald's All American (2003)
- NCAA AP All-America Third Team (2007)
- NBA Most Improved Player Award (2010)